# Плещеево (Московская область)
Плещеево — деревня в Подольском районе Московской области России. Входит в состав сельского поселения Стрелковское (до середины 2000-х — Стрелковский сельский округ).

## Население
Согласно Всероссийской переписи, в 2002 году в деревне проживало 40 человек (20 мужчин и 20 женщин). По данным на 2005 год в деревне проживало 32 человека.

## Расположение
Деревня Плещеево расположена на правом берегу реки Пахры у восточной границы города Подольска. В километре к востоку от деревни проходит Симферопольское шоссе.

## Достопримечательности
Рядом находится усадьба (дача) Плещеево. С 1882 по 1908 год принадлежала семье фон Мекк. Надежда Филаретовна фон Мекк приглашала в гости Петра Ильича Чайковского, который жил там в 1884 году и писал отсутствующей хозяйке : "Я не в силах высказать Вам в настоящей силе степень своего восторга от Плещеева, хотя я ожидал самых приятных впечатлений, но действительность бесконечно превысила мои ожидания…" В этой же усадьбе в 1882 году давал уроки музыки французский композитор Клод Дебюсси.
Северо-западнее деревни расположено селище «Плещеево-II», датированное 14—17 веками. Селище имеет статус памятника археологии.
В деревне находится Музей антибольшевистского сопротивления.